# Distretto di Słubice
Il distretto di Słubice (in polacco powiat słubicki) è un distretto polacco appartenente al voivodato di Lubusz.

## Geografia antropica

### Suddivisioni amministrative
Il distretto comprende 5 comuni.
- Comuni urbano-rurali: Cybinka, Ośno Lubuskie, Rzepin, Słubice
- Comuni rurali: Górzyca